# Terror Abraxas
Terror Abraxas — третий мини-альбом австралийской группы Deströyer 666, вышедший в 2003 году.

## Об альбоме
В состав мини-альбома вошли пять композиций. Завершающая миньон песня «Prometheus» представляет собой кавер-версию одноимённой композиции австралийского композитора и певца Wendy Rule.
На сайте Rock Hard отметили «сырой» характер звучания композиций и рекомендовали альбом к прослушиванию стойким поклонникам группы. По мнению Гётца Кюнемунда, оценившего Terror Abraxas на 8 баллов из 10, «настоящим неогранённым алмазом» является семиминутная песня «Trilled By Fire», эпическая композиция, только ради которой стоило бы купить этот альбом.

## Список композиций
1. A Breed Apart — 03:26
2. Those Who Dare Beyond — 03:08
3. Trialed by Fire — 07:10
4. Terror — 04:06
5. Prometheus — 04:09

## Участники записи
- K. K. Warslut — вокал, гитара, бас
- Shrapnel — гитара, вокал
- Mersus — ударные
- Paul Van Ryswijk (приглашённый музыкант) — бас-гитара (5)